# ادا اوتليت (بوعبوط)
ادا اوتليت هي إحدى مشيخات المملكة المغربية، تتبع جغرافيا لإقليم شيشاوة وإداريًا لبوعبوط. يقدر عدد سكانها بـ 4604 نسمة حسب الإحصاء الرسمي للسكان والسكنى لسنة 2004.